# 安井算哲
安井算哲（日语：／ Yasui Santesu，1590年—1652年），日本圍棋棋手，生於京都，一說大阪，父親安井忠右衛門宗順，一說是當時碁界高手（本因坊算砂的師父）仙也的兒子，本名安井六藏。

## 生平
十一歲被德川家康召見，授予俸祿，1608年剃度，改名安井算哲，與本因坊算砂、林利玄、中村道碩、林門入等人替皇室、將軍們服務（下棋給他們觀賞）。與大八歲的道碩為好對手，道碩當名人期間，算哲與之對局極多，道碩曾苦笑說「名人是到手了，命卻被算哲給拿走了」。
1640年代，名人道碩去世許久，幕府希望有新的人選繼任名人，且當時已經形成了所謂的「碁所」。當時元老認為本因坊算悅繼承了本因坊，且算砂於碁界貢獻極大，是以早已內定人選為算悅，但是會議上，算哲卻毛遂自薦的希望成為名人，以棋力、年資、貢獻來說，算哲絕對是唯一人選，無奈算哲人緣不好，元老又已內定算悅，自薦此舉遭到元老以過於自大而駁回，也造成碁所繼承再次延擱。
自薦失敗後，算哲將之後的安井算知（本名不詳）收為養子，並宣告退休，當時尚無跡目制度（生前預立繼承人），除了本因坊家外，均是先將要繼任者收為養子，死後（或退休）再傳位，但是後來算哲晚年得子算哲二世，算哲二世與算知之後互相競爭，算哲二世自知不敵而往數學、天文發展，算知繼任為第二世安井，安井家正式成立。而後算知傳位於安井知哲，知哲一說為算知之子，但也有為算哲三子的說法。

## 外部連結
日本圍棋故事